# Casa Ferrero
La Casa Ferrero és un edifici del municipi de la Vall de Boí (Alta Ribagorça) protegit com a bé cultural d'interès local. Al seu costat hi ha un paller, un element que forma part de l'Inventari del Patrimoni Arquitectònic de Catalunya.
L'estructura molt irregular pot denotar trams i períodes constructius. Cal parlar de l'existència d'una capella particular -suposadament dedicada al Diví Pastor-, amb una nau coberta amb volta, paviment d'entramat de fusta i tota ella enguixada. També hi ha un retaule dedicat al patró d'aquesta capella.

## Descripció

### Casa
L'edifici és una obra protegida com a bé cultural d'interès local. Es tracta d'un tipus d'edificació agrícola i ramader que, adossada a l'era i al paller, forma una unitat familiar. L'era s'ubica a la part superior de l'edifici, fet que el fa destacar comparat a d'altres. El paller i l'era aïllats, un hort, una edificació avui enderrocada..., tots aquests indrets formaven part de Casa Ferrero.
Aquesta casa té les obertures molt petites i ben construïdes -vegeu les finestres del paller- a algunes de les parts, tanmateix cal destacar l'element de forja de les finestres. A l'edifici s'hi accedeix per una porta ubicada sota la volta que forma cruïlla amb el carrer, tot formant un passadís cobert pel carrer.

### Paller
El Paller de la Casa Ferrero és una obra del municipi de la Vall de Boí (Alta Ribagorça) inclosa en l'Inventari del Patrimoni Arquitectònic de Catalunya. És un paller aïllat que, a més de la mateixa edificació, té una gran era enllosada i de grans dimensions. L'edifici (paller) és de pedra del país i arrebossada. La seva coberta és a doble vessant. Cal observar la presència d'una petita llucana en la teulada. Les obertures són molt petites encara que molt ben distribuïdes i per altra banda denoten l'estructuració en dos pisos, així com una zona inferior destinada al bestiar. Aquest paller forma unitat tipològica, encara que no estigui ubicat immediatament a l'habitatge amb la casa Ferrero.